# Villers-Outréaux
Villers-Outréaux és un municipi francès, situat a la regió dels Alts de França, al departament del Nord. L'any 2006 tenia 2.167 habitants. Limita al nord-est amb Malincourt, al sud-est amb Beaurevoir, al sud-oest amb Gouy, a l'oest amb Aubencheul-aux-Bois i al nord-oest amb Crèvecœur-sur-l'Escaut.

## Demografia
| 1962                                       | 1968  | 1975  | 1982  | 1990  | 1999  | 2006  |
| ------------------------------------------ | ----- | ----- | ----- | ----- | ----- | ----- |
| 2.420                                      | 2.533 | 2.714 | 2.576 | 2.421 | 2.184 | 2.167 |
| Des de 1962: població sense dobles comptes |       |       |       |       |       |       |

## Administració
| Període   | Identitat          | Partit |
| --------- | ------------------ | ------ |
| 2001-2008 | Michel Lasseron    | PS     |
| 2008-     | Jean-Paul Cailliez | UMP    |